# 태창정보고등학교
태창여자상업고등학교는 경상남도 양산시 상북면에 있었던 산업체 부설 고등학교이다.

## 연혁
- 1978년 12월 22일 : 태창부설여자상업고등학교 설립을 이사회에서 결의
- 1979년 2월 28일 : 태창부설여자상업고등학교 6학급 설립인가
- 1979년 4월 18일 : 태창부설여자상업고등학교로 개교 (부산광역시 금정구 부곡2동 244-7)
- 1981년 2월 1일 : 태창여자상업고등학교로 교명 변경
- 1986년 11월 8일 : 21학급(1260명)으로 학급 증설
- 1996년 1월 3일 : 부산광역시 금정구 부곡2동에서 양산시 상북면 소토리로 학교 이전
- 1997년 12월 2일 : 태창정보고등학교로 교명 변경, 15학급(750명)으로 감편
- 2004년 2월 29일: 폐교[1]